# 생방송 일요일 아침입니다
생방송 일요일 아침입니다는 KBS 1라디오에서 매주 일요일에 방송했던 주말 시사 프로그램이다.

## 역사
2003년 7월 20일 《생방송 일요일 1부》로 방송을 시작해, 2008년 11월 23일부터 《생방송 일요일 김재홍입니다》로 제목을 변경했다가, 2009년 5월 3일부터 "생방송 일요일 아침입니다"로 제목을 변경하여 방송했으나, 2019년 KBS 라디오 가을 개편에 의해 "생방송 토요일 아침입니다"와 통합하여 《라디오 매거진 위크 앤드》로 타이틀을 변경하면서, 2019년 9월 15일 방송을 마지막으로 16년만에 폐지되었다.

## 역대 방송시간
| 방송 채널   | 방송 기간                          | 방송 시간                          | 제목                       |
| ----------- | ---------------------------------- | ---------------------------------- | -------------------------- |
| KBS 1라디오 | 2003년 7월 20일 ~ 2006년 4월 23일  | 매주 일요일 아침 7:40 ~ 오전 10:58 | 생방송 일요일 1부          |
| KBS 1라디오 | 2006년 4월 30일 ~ 2008년 11월 16일 | 매주 일요일 아침 7:40 ~ 아침 9:58  | 생방송 일요일 1부          |
| KBS 1라디오 | 2008년 11월 23일 ~ 2009년 4월 26일 | 매주 일요일 아침 7:40 ~ 아침 9:58  | 생방송 일요일 김재홍입니다 |
| KBS 1라디오 | 2009년 5월 3일 ~ 2014년 4월 6일    | 매주 일요일 아침 7:40 ~ 아침 9:58  | 생방송 일요일 아침입니다   |
| KBS 1라디오 | 2014년 4월 13일 ~ 2019년 9월 15일  | 매주 일요일 아침 7:10 ~ 아침 9:58  | 생방송 일요일 아침입니다   |

## 역대 진행자

### 생방송 일요일 1부
- 2003년 7월 20일 ~ 2003년 10월 19일 : 이기상, 김지윤 아나운서
- 2003년 10월 26일 ~ 2004년 4월 25일 : 류시현, 양석정
- 2004년 5월 2일 ~ 2004년 10월 17일 : 박천기 PD
- 2004년 10월 24일 ~ 2005년 5월 1일 : 이영호 아나운서
- 2005년 5월 8일 ~ 2006년 4월 23일 : 이상호 아나운서
- 2006년 4월 30일 ~ 2008년 11월 16일 : 김재홍 아나운서

### 생방송 일요일 김재홍입니다
- 2008년 11월 23일 ~ 2009년 4월 26일 : 김재홍 아나운서

### 생방송 일요일 아침입니다
- 2009년 5월 3일 ~ 2009년 10월 25일 : 김재홍 아나운서
- 2009년 11월 1일 ~ 2010년 12월 26일 : 김승휘 아나운서
- 2011년 1월 2일 ~ 2011년 11월 6일 : 도경완 前 아나운서
- 2011년 11월 13일 ~ 2012년 11월 4일 : 김기만 아나운서
- 2012년 11월 11일 ~ 2013년 10월 27일 : 장수연 아나운서
- 2013년 11월 3일 ~ 2015년 3월 15일 : 정지원 아나운서
- 2015년 3월 22일 ~ 2017년 2월 26일 : 故 이성민 아나운서
- 2017년 3월 5일 ~ 2018년 5월 27일 : 이재성 아나운서
- 2018년 6월 3일 ~ 2019년 9월 15일 : 성세정 아나운서